# Sphaerodactylus parvus
Sphaerodactylus parvus — вид геконоподібних ящірок родини Sphaerodactylidae. Мешкає на Карибах.

## Опис
Довжина Sphaerodactylus parvus становить 35 мм. Верхня частина тіла у самців коричнева, іноді поцяткована дрібними темними плямками. Нижня частина тіла бліда, на горлі можуть бути темні плями. Голова оранжева або жовта.

## Поширення і екологія
Sphaerodactylus parvus мешкають на островах Ангілья, Сен-Мартен і Сен-Бартелемі, а також на сусідніх острівцях, таких як Тінтамарре і Дог. Вони живуть в прибережних чагарникових заростях та в сухих тропічних лісах, під камінням і серед опалого листя. Відкладають яйця.